# Nekropola Tuvixeddu
Nekropola Tuvixeddu (izgovorjava [tuviˈʒeɖːu]) je punska nekropola, največja v Sredozemlju. Je na hribu znotraj mesta Cagliari na Sardiniji, imenovanem Tuvixeddu (kar v sardinščini pomeni 'majhna votlina').

## Zgodovina
Med 6. in 3. stoletjem pred našim štetjem so Kartažani izbrali ta hrib za pokopavanje svojih mrtvih: do teh grobov so prišli skozi vodnjak, izkopan v apnenčasto skalo (od dva do enajst metrov globoko), z majhno odprtino, ki je bila uvedena v grobnico. Grobnice so bile lepo okrašene; tam so bile najdene amfore in ampule za esence. Med punskimi grobnicami sta še posebej zanimivi Ureusova grobnica in Grobnica borcev, okrašeni s slikami palm in maskami, ki sta še vedno dobro ohranjeni. Druga znana grobnica je kolesa.
Na pobočju hriba Tuvixeddu je rimska nekropola, ki je gledala na cesto na izhodu iz mesta. Rimsko nekropolo sestavljajo predvsem grobnice tipa arkosolij (obokana vdolbina) in kolumbariji (žarni grob).
Nekropola je bila odprta za javnost maja 2014, med XVIII izdajo Monumenti Aperti. Arheološko območje je veliko, prvotno je obsegalo okoli 80 hektarjev.

## Podzemni tuneli
Na globini med 20 in 60 metri je pod vrhom hriba Tuvixeddu gosta mreža rovov in podzemnih galerij, ki so jih po drugi svetovni vojni izkopali kamnolomi Italcementi. Ti predori, ki so jih obsežno preučevala različna sardinska speleološka združenja, so v prvotni fazi izkopavanja iz leta 1950 prestregli nekaj delov rimskih akvaduktov in nešteto kartažanskih grobnic. Obe podzemni votlini, tako kot druge v hribu, so izropali roparji grobov.

## Votlina na ulici Via Vittorio Veneto 40
Ta votlina je nekaj metrov od umetnih meja Tuvixedduja, pod stavbo, v kateri je srednja šola. Do pred nekaj leti je ni bilo videti, saj so jo skrivale nenaseljene in propadajoče stavbe, porušene za dokončno gradnjo ulice. Kartažani so jo uporabljali kot vodni rezervoar, kasneje pa tudi Rimljani. Med bombardiranjem je nudila zatočišče mestnemu prebivalstvu, po vojni pa so jo naselili brezdomci.

## Paleogenetika
Študija starodavne DNK iz leta 2017, ki so jo izvedli Claudia Viganó in drugi, je ugotovila, da je človek, pokopan pred približno 2000 leti v nekropoli Tuvixeddu, nosil mutacijo cod39, ki povzroča beta talasemijo. Haploskupina po očetovi in materini strani tega posameznika nakazuje, da je bil verjetno avtohton s Sardinije.

## Galerija
- Pogled na lokacijo iz zraka
- Rekonstrukcija punske grobnice Tuvixeddu
- grobni pridatki
- Okras Ureausove grobnice
- Rimska grobnica
- Pogled na hrib Tuvixeddu (sredina)